# Szachtar Śnieżne
Szachtar Śnieżne (ukr. Футбольний клуб «Шахтар» Сніжне, Futbolnyj Kłub "Szachtar" Sniżne) – ukraiński klub piłkarski z siedzibą w Śnieżnem, w obwodzie donieckim.

## Historia
Chronologia nazw:
- 19??—19??: Szachtar Śnieżne (ukr. «Шахтар» Сніжне)

Drużyna piłkarska Szachtar Śnieżne została założona w mieście Śnieżne w XX wieku i reprezentowała miejscową kopalnię węgla. Zespół występował w rozgrywkach mistrzostw i Pucharu obwodu donieckiego.
Od początku rozgrywek w niezależnej Ukrainie występował w rozgrywkach mistrzostw Ukrainy spośród zespołów amatorskich. W sezonie 1992/93 zajął trzecie miejsce w 5 grupie. W następnym sezonie 1993/94 zajął czwarte miejsce w 4 grupie, a w 1994/95 jedenaste miejsce w 4 grupie. Potem kontynuował występy w rozgrywkach Mistrzostw i Pucharu obwodu, dopóki nie został rozwiązany.

## Sukcesy
- Amatorska Liga:

3 miejsce w 5 podgrupie: 1992/93